# 于慶
于慶，直隸大名府開州（今河南省濮阳县）人。明朝解元。

## 生平
永樂十八年（1420年），于慶中式庚子科鄉試解元。

## 墓葬
于解墓葬在開州。嘉靖年間，知州周道光曾給墓田立石。